# André (cầu thủ bóng đá, sinh 2001)
André Trindade da Costa Neto (sinh ngày 16 tháng 7 năm 2001 2001), còn được gọi là André, là một cầu thủ bóng đá chuyên nghiệp hiện đang chơi cho câu lạc bộ Wolverhampton Wanderers và Đội tuyển bóng đá quốc gia Brasil.